# Гургіу (комуна)
Гургіу (рум. Gurghiu) — комуна у повіті Муреш в Румунії. До складу комуни входять такі села (дані про населення за 2002 рік):
- Адріан (318 осіб)
- Глежеріє (1800 осіб)
- Гургіу (2004 особи) — адміністративний центр комуни
- Кашва (570 осіб)
- Коморі (237 осіб)
- Ларга (125 осіб)
- Оршова (752 особи)
- Оршова-Педуре (171 особа)
- Пеулоая (269 осіб)
- Фундоая (138 осіб)

Комуна розташована на відстані 276 км на північ від Бухареста, 33 км на північний схід від Тиргу-Муреша, 95 км на схід від Клуж-Напоки, 137 км на північний захід від Брашова.

## Населення
За даними перепису населення 2002 року у комуні проживали 6384 особи.
Національний склад населення комуни:
| Національність | Кількість осіб | Відсоток |
| -------------- | -------------- | -------- |
| румуни         | 4249           | 66,6%    |
| угорці         | 1839           | 28,8%    |
| цигани         | 293            | 4,6%     |
| німці          | 1              | < 0,1%   |
| хорвати        | 1              | < 0,1%   |

Рідною мовою назвали:
| Мова       | Кількість осіб | Відсоток |
| ---------- | -------------- | -------- |
| румунська  | 4462           | 69,9%    |
| угорська   | 1808           | 28,3%    |
| циганська  | 113            | 1,8%     |
| хорватська | 1              | < 0,1%   |

Склад населення комуни за віросповіданням:
| Релігія        | Кількість осіб | Відсоток |
| -------------- | -------------- | -------- |
| православні    | 4191           | 65,6%    |
| римо-католики  | 1753           | 27,5%    |
| реформати      | 188            | 2,9%     |
| греко-католики | 105            | 1,6%     |
| п'ятдесятники  | 75             | 1,2%     |
| адвентисти     | 59             | 0,9%     |
| унітарії       | 3              | < 0,1%   |
| баптисти       | 1              | < 0,1%   |
| мусульмани     | 1              | < 0,1%   |